# Calio
Calio è un centro abitato (city) degli Stati Uniti d'America, situato nella Contea di Cavalier nello Stato del Dakota del Nord. Nel censimento del 2000 la popolazione era di 24 abitanti. La città è stata fondata nel 1905.

## Geografia fisica
Secondo i rilevamenti dell'United States Census Bureau, la località di Calio si estende su una superficie di 23,10 km², dei quali 21,90 km² sono occupati da terre, mentre 1,2 km² dalle acque.

## Popolazione
Secondo il censimento del 2000, a Calio vivevano 24 persone, ed erano presenti 6 gruppi familiari. La densità di popolazione era di 1,1 ab./km². Nel territorio comunale si trovavano 17 unità edificate. Per quanto riguarda la composizione etnica degli abitanti, il 100% era bianco.
Per quanto riguarda la suddivisione della popolazione in fasce d'età, il 37,5% era al di sotto dei 18, lo 0% fra i 18 e i 24, il 25,0% fra i 25 e i 44, il 29,2% fra i 45 e i 64, mentre infine l'8,3% era al di sopra dei 65 anni di età. L'età media della popolazione era di 35 anni. Per ogni 100 donne residenti vivevano 71,4 maschi.